# Štěpán Kučera
Štěpán Kučera (Praga, 11 giugno 1984) è un calciatore ceco, difensore del Povltavska FA.